# Arroyo de Godoy
Der Arroyo de Godoy ist ein kleiner Flusslauf im Südosten Uruguays.
Der 55 km lange im Departamento Lavalleja gelegene Fluss entspringt in der Cuchilla Grande und mündet in den Río Cebollatí. Er gehört zum Einzugsgebiet der Laguna Merín.